# Metropolitanato de Metres y Atira
El metropolitanato de Metres y Atira (en griego: Ιερά Μητρόπολη Μετρών και Αθύρων) es una diócesis de la Iglesia ortodoxa perteneciente al patriarcado de Constantinopla, que se halla vacante desde el vaciamiento de sus fieles en 1922. Su sede estuvo en Metres (la actual Çatalca) en Turquía. Su titular lleva el título metropolitano de Metres y Atira, el más honorable ('hypertimos') y exarca de la costa tracia (en griego: Ο Μετρών και Αθύρων, υπέρτιμος και έξαρχος Θράκης παραλίας). Metres y Atira fueron antiguas sedes metropolitanas del patriarcado de Constantinopla.

## Territorio
El metropolitanato de Metres y Atira se encuentra en la provincia de Estambul. Limita al norte y al este con el metropolitanato de Derkos; al sur con el mar de Mármara; y al oeste con el metropolitanato de Selimbria.

## Historia
La diócesis de Metres en el siglo IX era sufragánea de Heraclea y aparece por primera vez en la Notitiae Episcopatuum atribuida al emperador León VI a principios del siglo X. Metres todavía se inserta en un Notitia del siglo XV. El título, combinado con el de Atira, se restauró en 1914, pero duró poco. De hecho, todas las diócesis griegas de la antigua provincia de Europa fueron suprimidas después de la Primera Guerra Mundial.
Solo hay dos obispos conocidos de Metres en el primer milenio cristiano: Constantino, que asistió al Concilio de Nicea II en 787; y Gregorio, quien participó en el Concilio de Constantinopla en 879-880 que rehabilitó al patriarca Focio de Constantinopla.
La diócesis de Atira (la actual Büyükçekmece), también sufragánea de Heraclea, no es mencionada por Michel Lequien en la obra Oriens Christianus, parece ser bastante tardía. Según Raymond Janin, aparece por primera vez en una lista de diócesis en la provincia de Europa solo hacia fines del siglo XV. Sin embargo la sigilografía nos ha dado el nombre de un obispo, Orestes, impreso en un sello de fecha para el siglo X.
Metres fue tomada por los otomanos en 1371 y Atira lo fue en 1453. En el siglo XVI aparece mencionada la diócesis de Metres y Atira, como sufragánea de Heraclea. En octubre de 1909 fue promovida a metropolitanato. Tras los acuerdos del Tratado de Lausana de 1923, que obligó al intercambio de poblaciones entre Grecia y Turquía, ninguna población ortodoxa permaneció dentro de los límites del metropolitanato de Metres y Atira, que dejó de hecho de existir.

## Cronología de los obispos

### Obispos de Metres
- Constantino † (mencionado en 787)
- Gregorio † (mencionado en 879)

### Obispos de Atira
- Orestes † (siglo X)

### Obispos de Metres y Atira
- Sofronio † (21 de septiembre de 1783-1816 falleció)
- Melecio † (1816-4 de junio de 1822 renunció)
- Gabriel † (septiembre de 1822-julio de 1832 trasladado al metropolitanato de Skopie)
- Teóclito I † (1832-febrero de 1853 depuesto por orden de las autoridades otomanas)
- Zacarías † (febrero de 1853-12 de junio de 1861 trasladado al metropolitanato de Selembria)
- Teóclito I † (22 de junio de 1861-octubre de 1865 falleció) (por segunda vez)
- Antimo II † (7 de octubre de 1865-10 de junio de 1874 falleció)
- Dositeo † (15 de junio de 1874-17 de noviembre de 1879 renunció)
- Atanasio † (17 de noviembre de 1879-junio de 1888 trasladado al metropolitanato de Cos)
- Neófito III † (18 de agosto de 1888-marzo de 1890 renunció)
- Antimo III † (14 de abril de 1890-18 de marzo de 1899 trasladado al metropolitanato de Prespa)
- Joaquín I † (22 de marzo de 1899-22 de septiembre de 1909 suspendido)
- Gregorio † (22 de septiembre de 1909-26 de abril de 1914 suspendido)
- Joaquín † (4 de mayo de 1914-27 de marzo de 1923 trasladado a Serbia)
- Teóclito II † (8 de junio de 1993-22 de abril de 2004 falleció)